# Mesmes jezik
Mesmes jezik (ISO 639-3: mys), izumrli južnoetiopski jezik koji se nekada govorio u etiopskim regijama Gurage, Hadiyya i Kambatta. Bio je srodan jeziku sebat bet gurage [sgw].
Pripadnici etničke grupe danas govore hadiyya [hdy] od kojih se razlikuju po kulturi.

## Vanjske poveznice
- Ethnologue (14th)
- Ethnologue (15th)